# Panchlora petropolitana
Panchlora petropolitana är en kackerlacksart som beskrevs av Rocha e Silva och Guilherme A.M.Lopes 1977. Panchlora petropolitana ingår i släktet Panchlora och familjen jättekackerlackor. Inga underarter finns listade i Catalogue of Life.